# Loboserica
Loboserica är ett släkte av skalbaggar. Loboserica ingår i familjen Melolonthidae.
Kladogram enligt Catalogue of Life:
| Loboserica | \| \| Loboserica gracilis \| \| \| \| \| \| Loboserica kivuana \| \| \| \| |
|            | \| \| Loboserica gracilis \| \| \| \| \| \| Loboserica kivuana \| \| \| \| |
|            | Loboserica gracilis                                                        |
|            |                                                                            |
|            | Loboserica kivuana                                                         |
|            |                                                                            |